# Питерборо (культура)
Культура Питерборо — археологическая культура (или, возможно, группа культур) охотников и собирателей на севере и востоке доисторической Британии. Датируется 4-2 тыс. до н. э.
Культура Питерборо известна по специфической «керамике Питерборо» — круглодонным и остродонным сосудам, украшенным оттисками гребенчатого штампа и верёвки, а также полированным кремнёвым ножам. Аналогичная керамика обнаружена в памятниках культуры кампиньи в Северной Франции и культуры эртебёлле в Скандинавии. Последние образцы керамики Питерборо находят в памятниках культуры колоколовидных кубков. Со временем культура Питерборо осваивает примитивные виды сельского хозяйства, появляются изогнутые кремнёвые серпы, изготовленные из цельного куска кремня.
Культура Питерборо сосуществовала с группой культур Виндмилл-Хилл — неолитическими пришельцами-земледельцами из континентальной Европы, однако значительно отставала от виндмиллхилльской культуры по уровню развития. По мнению Кларка, относительно мирное сосуществование было обусловлено тем, что эти культуры занимали разные территории, поскольку в Суссексе охотники и собиратели занимали низменности, а неолитические земледельцы освоили равнины с известковой почвой. 